# Apicrenus
Apicrenus is een geslacht van wantsen uit de familie van de Reduviidae (Roofwantsen). Het geslacht werd voor het eerst wetenschappelijk beschreven door Maldonado Capriles in Santiago-Blay & Poinar.

## Soorten
Het genus bevat de volgende soort:

- Apicrenus fossilis Maldonado Capriles, Santiago-Blay & Poinar, 1993